# TransPerfect
TransPerfect是一家总部位于纽约市的翻译和跨文化服务商。该公司为电影、游戏、法律和醫療保健等多个领域的客户提供服务。截至 2012 年，TransPerfect 是最大的私营语言服务提供商，在全球 100 多个城市设有办事处，拥有 7,500 多名员工。

## 历史
TransPerfect是一家由Elizabeth Elting和Phil Shawe于1992年在纽约大学宿舍创立的翻译公司。公司从无外部融资的小型工作室发展成为纽约地区最大的私营公司之一。
1998年，公司开始全球扩张。1999年，成立了技术部门Translations.com。2004年，两个部门合并。公司主要依靠全球多语种人才提供实时翻译服务，并使用Wordfast翻译记忆软件。
随着业务增长，TransPerfect进行了多次重要收购，包括醫學翻譯公司Crimson Language Services、电子证据开示公司Digital Reef和内容管理系统Vasont Systems等。
2015至2018年间，公司陷入创始人之间的法律纠纷。纠纷结束后，公司业绩快速增长。2019年，公司扩展了游戏和流媒体本地化业务，并获得了Music City Bowl的赞助权。
2021年，TransPerfect以1亿美元收购了瑞典语言科技公司Semantix，进军北欧市场。2022年，公司收购了虚拟数据室提供商Sterling Technology和法国视听服务公司Hiventy Group，进一步扩大了业务范围。2022年，TransPerfect的年收入达到11.6亿美元，标志着公司成立30周年，并实现了连续120个季度的收入增长。